# 霍莘
霍莘，字希伊，山西孝義人，明朝政治人物、进士。

## 生平
霍莘出生于山西孝义。明朝永樂三年（1405年），乙酉科鄉試中舉。永樂四年（1406年）联捷丙戌科進士，官至監察御史。

## 相关
霍莘曾奉敕归里完婚，敕曰：“朕惟圣贤之学终始无间，德业大成必资持久，尔积学能文，克膺举荐，省览敷言，良深嘉叹。兹特命尔归荣故乡，以成德业，副朕所期，毋自满而骄毋自怠，而纵博学审问，慎思明辨，笃行求至，希圣希贤俟。朕有命，尔即来朝。钦哉，敕谕。”

## 墓葬
根据清代觉罗石麟编撰的《山西通志》，霍莘墓位于孝义县西三里。